# دانته لوپز
دانته لوپز (انگلیسی: Dante López؛ زادهٔ ۱۶ اوت ۱۹۸۳) یک بازیکن فوتبال اهل پاراگوئه است.
وی همچنین در تیم ملی فوتبال پاراگوئه بازی کرده‌است.